# Atsada Homhual
Atsada Homhual (thailändisch อัษฎา หอมหวล; * 9. August 2006) ist ein thailändischer Fußballspieler.

## Karriere
Atsada Homhual stand von Januar 2024 bis Saisonende beim Drittligisten Raj-Pracha FC unter Vertrag. Mit dem Verein aus der Hauptstadt Bangkok spielte er in der Western Region der Liga. Hier bestritt er neun Ligaspiele. Dabei schoss er vier Tore. Mitte Juli 2024 wechselte er zum Zweitligisten Police Tero FC. Sein Zweitligadebüt gab Homhual am 11. August 2024 (1. Spieltag) im Auswärtsspiel gegen den Chainat Hornbill FC. Bei der  2:1-Niederlage wurde er in der 73. Minute für Parkin Harape eingewechselt. Nach einer Spielzeit, in der er vier Ligaspiele bestritt, wurde sein Vertrag im Sommer 2025 nicht verlängert.